# Mustangové
Mustangové (češko Mustangi) je bila češka country skupina.

## Zgodovina
Leta 1964 je skupino skupaj z Janom Bošino, Zdeňkom Skarlandtom in s svojim bratom ustanovil František Prošek. V letih 1967–8 je v skupini deloval Jiří Fallada, v letih 1967–1969 in 1970–1973 violinist Petr Bryndač, od 1968 do konca 1969 pa še Petr Třebický. Leta 1968 je Fallada emigriral, zaradi česar ga je zamenjal Václav Vebr. Skupina je leta 1969 razpadla: Petr Bryndač se je vrnil k Greenhornsom, konec leta 1969 pa so se Zdeněk Skarldandt, Václav Vebr in Petr Třebicky pridružili skupini Kamarádi táborových ohňů.
Leta 1970 je skupina ponovno začela delovati, ko se ji je pridružil Ivan Mládek in vrnil Petr Bryndač. Leta 1973 se je Petr Bryndač ponovno vrnil k Greenhornsom . Leto kasneje sta skupino zapustila še Ivan Mládek in Jan Bošina. Skupina je dokončno razpadla s smrtjo Františka Proška leta 2020.

## Diskografija
- Mustangové '74 (1974)
- Máma (1993)
- Pohádka (1995)
- Táta (1996)